# Katherine Kath
Katherine Kath (* 11. August 1920 in Berck; † 17. November 2012 in London; eigentlich Rose Marie Nelly Faess) war eine französische Theater- und Filmschauspielerin.

## Leben
Katherine Kath wurde 1920 als Rose Marie Nelly Faess und fünftes Kind von Adrien Faess and Alix Caserbo im französischen Seebad Berck geboren. In jungen Jahren nahm sie Ballettunterricht. Aufgrund einer Knöchelverletzung musste sie jedoch ihren Traum aufgeben, Primaballerina am Théâtre du Châtelet in Paris zu werden. Daraufhin beschloss sie, ins Schauspielfach zu wechseln. In den 1940er und 1950er Jahren konnte sie mehrfach Erfolge am Theater verbuchen, vor allem in Stücken von Jean Anouilh, darunter Antigone oder Einladung ins Schloß oder Die Kunst, das Spiel zu spielen (Invitasion au Chateau). In Paris trat sie 1949 auch in Henri Bernsteins Bühnenstück La Soif mit Jean Gabin auf.
Im Jahr 1947 stand sie für die französische Produktion Capitaine Blomet erstmals vor der Filmkamera. Es folgten weitere Rollen beim Film, wie beispielsweise in John Hustons Ein Lied aus Paris (1952) neben José Ferrer und Zsa Zsa Gabor. Jack Clayton, der Koproduzent des Films, wurde 1947 ihr Ehemann, von dem sie sich 1953 wieder scheiden ließ.
An der Seite von Ingrid Bergman und Yul Brynner war Kath 1956 in Anastasia zu sehen. Für Gigot, der Stumme vom Montmartre (1962) stand sie auch unter der Regie von Gene Kelly vor der Kamera. Zwei Jahre später spielte sie in Circus-Welt (1964) neben John Wayne, Rita Hayworth und Claudia Cardinale die schlagfertige Bedienstete einer Hamburger Herberge. 1971 verkörperte sie Katharina von Medici in Maria Stuart, Königin von Schottland neben Vanessa Redgrave, die die Titelrolle spielte.
Von 1957 bis 1990 trat Kath zudem häufig im britischen Fernsehen auf. Daraufhin zog sie sich aus dem Showgeschäft zurück und lebte in London, wo sie im November 2012 im Alter von 92 Jahren starb.

## Filmografie (Auswahl)
- 1947: Capitaine Blomet
- 1948: Le Cavalier de Croix-Mort
- 1948: Toute la famille était là
- 1949: Die Nacht der Liebe (Ainsi finit la Nuit)
- 1952: Le Rideau rouge
- 1952: Ein Lied aus Paris (Moulin Rouge)
- 1953: Im Schlafsaal der großen Mädchen (Dortoir des grandes)
- 1954: Liebe, Frauen und Soldaten (Destinées)
- 1954: Mamsell Nitouche (Mam’zelle Nitouche)
- 1956: Gefahr für den Guy (Peril for the Guy)
- 1956: Anastasia
- 1957: Die Frau meiner Sehnsucht (Let’s Be Happy)
- 1957: Es begann, als sie nein sagte (These Dangerous Years)
- 1958: Tatort Apartment 310 (The Man Who Wouldn’t Talk)
- 1959: U-Bahn in den Himmel (Subway in the Sky)
- 1961: Die Bucht der Schmuggler (Fury at Smugglers’ Bay)
- 1962: Gigot, der Stumme vom Montmartre (Gigot)
- 1963: Aliki My Love
- 1964: Circus-Welt (Circus World)
- 1965: Freiwild unter heißer Sonne (The High Bright Sun)
- 1967: Nummer 6 (The Prisoner) (TV-Serie, eine Folge)
- 1969: Mörder GmbH (The Assassination Bureau)
- 1971: Maria Stuart, Königin von Schottland (Mary, Queen of Scots)
- 1975: Shades of Greene (TV-Serie, eine Folge)
- 1977: Justine – Grausame Leidenschaften (Cruel Passion)
- 1986: Just Good Friends (TV-Serie, eine Folge)
- 1987: Wettlauf zum Ruhm (Life Story) (TV-Film)
- 1990: Red Piper – Der Rattenfänger (Crossing to Freedom) (TV-Film)